# Cotana setakwensis
Cotana setakwensis är en fjärilsart som beskrevs av Rothschild 1917. Cotana setakwensis ingår i släktet Cotana och familjen Eupterotidae. Inga underarter finns listade i Catalogue of Life.